# Politiek & Filosofisch Konvent
Het Politiek & Filosofisch Konvent (PFK) is een van de 7 konventen van de Universiteit Gent en groepeert de politiek-filosofische studentenverenigingen in de Belgische stad Gent.
Het PFK werd opgericht in het academiejaar 1961-1962 en heeft tot doel het actief maatschappelijk en politiek engagement van de studenten aan de Ugent te bevorderen. De verenigingen van het PFK organiseren op jaarbasis gemiddeld 60 lezingen, 25 debatten, 30 discussieavonden en verschillende betogingen, filmvertoningen, bezinningsmomenten en dergelijke meer voor de Gentse student.
Als konvent beslist het PFK ook over de verdeling van de subsidies onder haar leden, de toetreding van nieuwe leden alsook het uitsluiten van verenigingen die zich misdragen. Gedurende het academisch jaar komt het PFK maandelijks samen. De vergaderingen zijn open voor alle UGent studenten behalve wanneer er over een toetredingsaanvraag wordt beslist. In dat geval mogen enkel de voorzitter, secretaris en twee vertegenwoordigers per aangesloten vereniging en schamper de vergadering bijwonen. Elke aangesloten vereniging heeft 1 stem in de algemene vergadering.
Gedurende meerdere jaren werd de werking van het PFK verlamd door diepe ideologische tegenstellingen onder de aangesloten verenigingen. Zo kwam het PFK in de periode 2007-2011 meermaals in het nieuws omwille van de aanhoudende, en soms uit de hand lopende, discussie betreffende het al dan niet toelaten van de rechts-nationalistische NSV!. Aan deze periode van instabiliteit kwam een einde in het academiejaar 2011-2012 wat culmineerde een lustrumviering op de belvedère van de Boekentoren ter ere van haar 50-jarig bestaan.

## Aangesloten verenigingen
- 't Zal Wel Gaan
- Katholiek Vlaams Hoogstudenten Verbond (KVHV)
- Liberaal Vlaams Studentenverbond (LVSV)
- Christen Democratische Studenten (CDS)
- Jongsocialisten StuGent
- Actief Linkse Studenten (ALS)
- Comac
- Minos Gent
- Jong N-VA UGent
- Nationalistische Studentenvereniging (NSV)
- United Nations Youth Association (UNYA Gent)
- Zaytouna
- Gent Model United Nations

## Bestuur
De leden van het PFK kiezen ieder jaar een voorzitter en secretaris om de belangen van de aangesloten verenigingen te verdedigen.
Bekende oud-voorzitters zijn onder meer:
- Piet Van Eeckhaut (1962-1963) Voormalig stafhouder
- San Deurinck (1966-1967) Gezicht van de strijd tegen misbruik in de kerk[8][9]
- Koen Aurousseau (1967-1969; 1969-1970) De SM-rechter
- Fientje Moerman (1979-1980) Vlaams politica